# Laura Ramsey

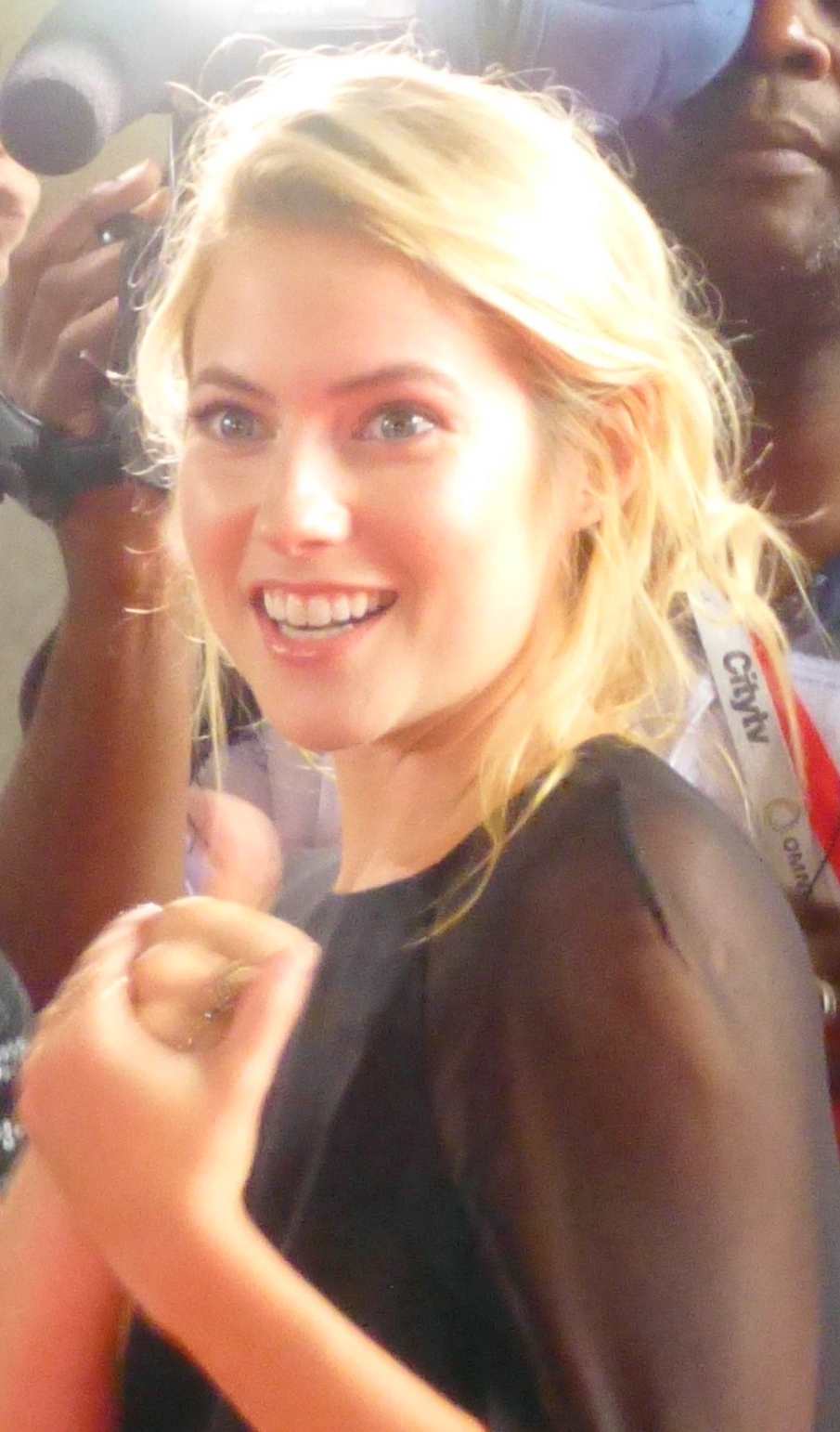
Laura Ramsey auf dem Toronto International Film Festival 2013

Laura Ramsey (* 14. November 1982 in Brandon, Wisconsin) ist eine US-amerikanische Filmschauspielerin.

## Leben und Leistungen
Ramsey wurde in Brandon, Wisconsin geboren und besuchte dort die Laconia High School. Nach ihrem Abschluss zog sie nach Los Angeles, um dort ihre Karriere zu starten. Sie wurde in einer Gaststätte am Sunset Blvd., in der sie kellnerte, entdeckt. Ramsey hatte ihre erste Rolle in dem Film The Real Cancun (2003). 2004 spielte sie als Natalie Day in der kurzlebigen ABC-Serie The Days mit.

## Filmografie (Auswahl)
- 2003: The Real Cancun
- 2004: The Days (Fernsehserie)
- 2005: Dogtown Boys (Lords of Dogtown)
- 2005: Inside Out
- 2005: Cruel World
- 2005: Venom – Biss der Teufelsschlangen (Venom)
- 2006: She’s the Man – Voll mein Typ! (She’s the Man)
- 2006: Der Pakt (The Covenant)
- 2007: Whatever Lola Wants
- 2008: Ruinen (The Ruins)
- 2008: Mad Men (Fernsehserie, Episode 2x11)
- 2009: Middle Men
- 2011: Bulletproof Gangster (Kill the Irishman)
- 2012: Fallen Empire – Die Rebellion der Aradier (Hirokin)
- 2012: No One Lives – Keiner überlebt! (No One Lives)
- 2014: White Collar (Fernsehserie, Episode 6x03)
- 2015: Hindsight (Fernsehserie, 10 Episoden)